# Wilhelm Agrell

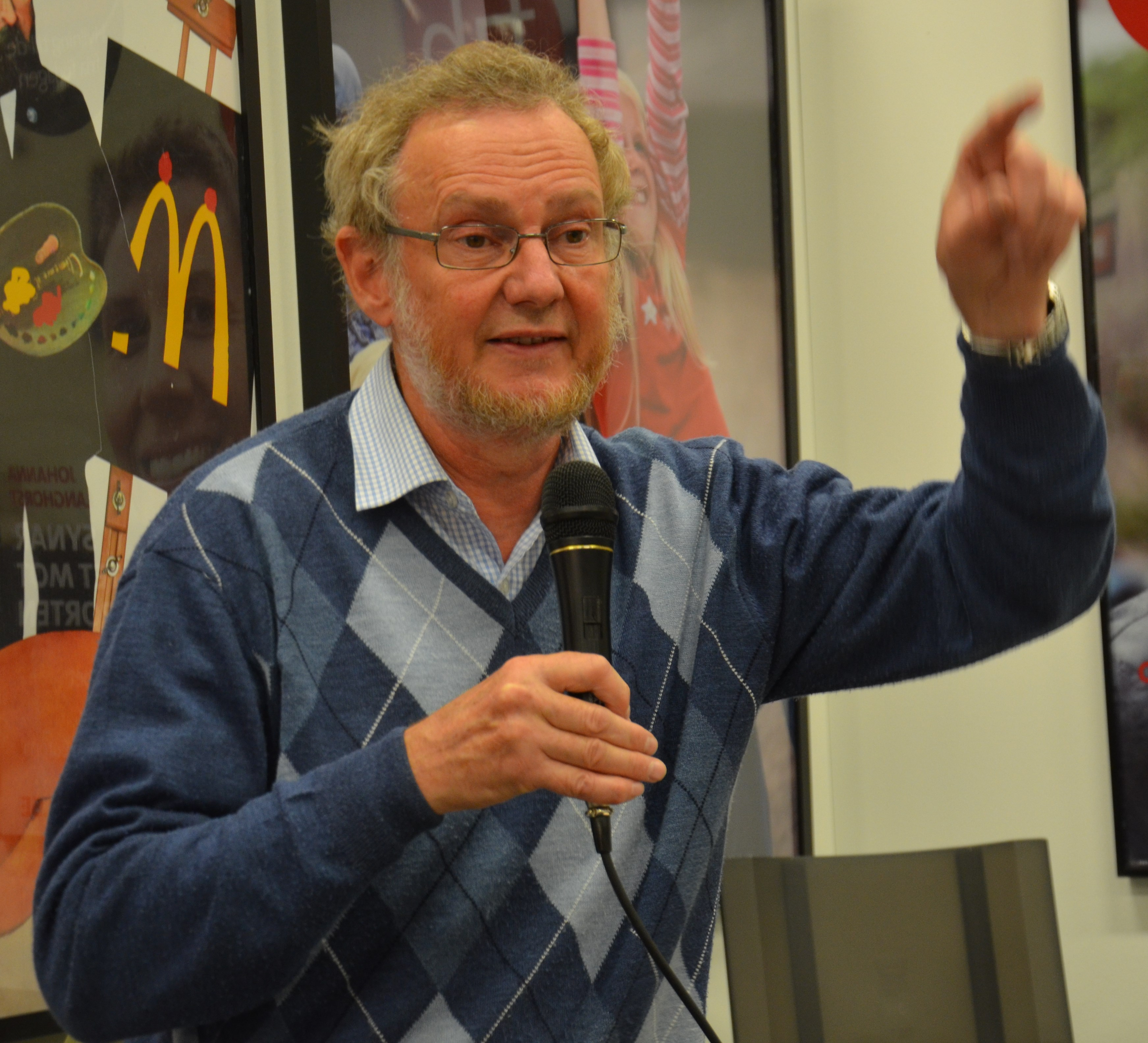
Agrell presenterar sin bok om svensk militär närvaro i Afghanistan på Bokmässan 2013.

Hans Wilhelm Kristofer Agrell, född 13 oktober 1950 i Uppsala, är en svensk författare och historiker med inriktning på freds- och konfliktforskning samt sedan 2006 professor i underrättelseanalys. Hans författarskap har till stor del behandlat svensk försvars- och säkerhetspolitik under kalla kriget. Han har också ägnat mycket tid åt att studera och beskriva underrättelseanalysens metoder och problem, och har fått internationellt erkännande för sitt arbete inom detta fält.

## Biografi
Wilhelm Agrell är son till Jan Agrell och Ester Ehrenberg, och sonson till Sigurd Agrell. Han studerade inledningsvis vid Stockholms universitet. Han ingick 1973 i en svensk FN-bataljon som skickades till Mellanöstern efter Oktoberkriget, arbetade därefter inom den svenska militära underrättelsetjänsten i några år, och påbörjade 1978 forskarstudier vid Lunds universitet. Han blev filosofie doktor i historia 1985 samt docent i freds- och konfliktforskning 1987.
Agrell är verksam vid Lunds universitet (tidigare vid Forskningspolitiska Institutet) och Försvarshögskolan. Han utnämndes 2006 till Sveriges första professor i underrättelseanalys. Han är ledamot av Kungliga Krigsvetenskapsakademien sedan 1990.
Han är gift med översättaren och bibliotekarien Camilla Frostell.

## Priser och utmärkelser
- 1988 – Svenska Bokförläggarföreningens fackbokspris
- 2002 – Nils Holgersson-plaketten